# Kungota
Kungota (em alemão:  Sankt Kunigund) é um município da Eslovênia. A sede do município fica na localidade de Zgornja Kungota.